# Rio Lucio, New Mexico
Rio Lucio, New Mexico (енгл. Rio Lucio) насељено је место без административног статуса у америчкој савезној држави Њу Мексико.

## Демографија
По попису из 2010. године број становника је 389, што је 10 (2,6%) становника више него 2000. године.
| Група             | 2000.       | 2010.       |
| Белци             | 11 (2,9%)   | 14 (3,6%)   |
| Афроамериканци    | 0 (0,0%)    | 0 (0,0%)    |
| Азијати           | 0 (0,0%)    | 0 (0,0%)    |
| Хиспаноамериканци | 354 (93,4%) | 368 (94,6%) |
| Укупно            | 379         | 389         |